# Associazione Sportiva Orizzonte Catania
L'Associazione Sportiva Orizzonte Catania, també conegut com Ekipe Orizzonte, és un club de waterpolo femení italià de la ciutat de Catània, a Sicília.
Fundat amb el nom de Dopolavoro Ferroviario Catania el 1985, l'equip ja va arribar el 1986 a la màxima categoria. És el club amb més èxits d'Europa en la disciplina, ja que ha guanyat, entre ells, 21 campionats nacionals i 8 copes d'Europa i 1 Copa LEN.

## Palmarès femení
- Eurolliga
  - Campiones (8): 1993-94; 1997-98; 2000-01; 2001-02; 2003-04; 2004-05; 2005-06; 2007-08
  - Finalistes (4): 1992-93, 1994-95, 2008-09, 2010-11
- Copa LEN
  - Campiones (1): 2018-19
- Supercopa d'Europa
  - Campiones (2): 2009, 2019
  - Finalistes (1): 2006
- Campionat italià: 
  - Campiones (21): 1992, 1993, 1994, 1995, 1996, 1997, 1998, 1999, 2000, 2001, 2002, 2003, 2004, 2005, 2006, 2008, 2009, 2010, 2011, 2019, 2021
- Copa italiana: 
  - Campiones (4): 2012, 2013, 2018, 2021